# 태장마루도서관
태장마루도서관(태마도서관)은 경기도 수원시 영통구 망포2동에 위치한 도서관이다. 태장마루라는 명칭은 수원시민의 공모로 채택되었으며, 행정명 '태장(台章.별태-글장)'과 높은곳을 뜻하는 고유어인 '마루'를 붙여, '별과 같이 빛날, 높은 이상을 지닌 인재들이 공부하는 도서관'이란 뜻을 담았다.

## 건립
건물 외형은 수원시의 상징이라 할 수 있는, 수원 화성을 형상화하였다. 한국 공기청정협회 인증 자재로 설계 하였고, 빗물받이 시스템, BIPV(태양광집열판) 등 에너지 절약형 친환경 건축을 토대로 토지 이용 및 교통분야, 에너지자원 및 환경부하 분야, 생태환경분야, 실내환경 분야 등 각 분야별 전문가 검증을 거쳐 한국토지주택공사에서 친환경인증 도서관 인증을 받았다.

## 연혁
- 2009년

04.29 도서관 건립계획 수립
- 2010년

02.03 설계용역 준공
03.30 도서관 공사 착공
- 2011년

04.21 태장마루도서관으로 명칭 선정
06.10 도서관 공사 준공
08.25 도서관 개관

## 시설
- 지하 1층 : 강당과 세미나실
- 지상 1층 : 어린이자료실, 도서관 사무실

- 2층 : 문헌정보자료실
- 3층 : 열람실, 디지털자료실

## 같이 보기
- 영통도서관